# Monika Schwarz-Friesel
Monika Schwarz-Friesel (Bensberg, 28 de noviembre de 1961) es una científica cognitiva alemana, profesora de la Universidad Técnica de Berlín y una de las investigadoras del antisemitismo más destacadas de Europa según Marc Neugröschel del diario The Times of Israel. Suele ser entrevistada por medios de comunicación como Haaretz, Der Standard o Der Tagesspiegel sobre su investigación sobre las formas actuales de antisemitismo, que a menudo tienen lugar en Internet.

## Trayectoria
Estudió filología y psicología en la Universidad de Colonia. En 1990, obtuvo su doctorado en Colonia sobre el tema "Semántica cognitiva y realidad neuropsicológica" y completó su habilitación en 1998 sobre el tema "Anáfora indirecta en textos". Schwarz-Friesel estableció el enfoque de la lingüística cognitiva crítica en Alemania. 
De 2000 a 2010 enseñó como profesora en el Instituto de Lingüística Alemana de la Universidad de Jena. Desde 2010, ocupa una cátedra en la Universidad Técnica de Berlín. Está casada con el historiador Evyatar Friesel.
Su investigación se centra en la interacción del lenguaje, la cognición y la emoción, la semántica cognitiva y las metáforas, y las manifestaciones verbales del antisemitismo actual.
También, trabaja como consultora de instituciones sobre las formas actuales de antisemitismo, por ejemplo, la plataforma StopAntisemitismus.de, que fue establecida en 2019 por ZEIT-Stiftung. Además, es Presidenta del Patronato de la Fundación Leo Trepp.
El presidente del Consejo Nacional, Wolfgang Sobotka, instituyó el Premio Simon Wiesenthal del Parlamento de Austria en 2020, y Schwarz-Friesel se convirtió en miembro del jurado de expertos. El Premio Simon-Wiesenthal es otorgado por el Fondo Nacional de la República de Austria para las víctimas del nazismo por destacado compromiso cívico para combatir el antisemitismo y promover la educación sobre el Holocausto.

## Reconocimientos
- El 5 de mayo de 2022 pronunció el discurso de conmemoración sobre el antisemitismo y la cultura del recuerdo en el Parlamento de Austria en el Hofburg de Viena.[14][15]
- Recibió un doctorado honorífico por logros científicos destacados de la Universidad de Debrecen el 29 de noviembre de 2014.[16]
- Schwarz-Friesel dio el discurso Rabbi-Brandt del instituto "Deutscher Koordinierungsrat" el 11 de noviembre de 2013 sobre el tema “El lenguaje del antisemitismo”.[17]

## Publicaciones (selección)
- Schwarz-Friesel, Monika (2022). Toxische Sprache und geistige Gewalt Wie judenfeindliche Denk- und Gefühlsmuster seit Jahrhunderten unsere Kommunikation prägen (en alemán). Narr Francke Attempto Verlag (1. Auflage edición). Tübingen. ISBN 978-3-89308-466-1. OCLC 1292596703.
- Schwarz-Friesel, Monika (2019). Judenhass im Internet Antisemitismus als kulturelle Konstante und kollektives Gefühl (en alemán). Hentrich & Hentrich (1st edición). Leipzig. ISBN 978-3-95565-328-6. OCLC 1103677715.
- Schwarz-Friesel, Monika; Reinharz, Jehuda (2017). Inside the Antisemitic Mind : The Language of Jew-Hatred in Contemporary Germany. Brandeis University Press. ISBN 978-1-61168-983-9. doi:10.26530/oapen_625675.
- Schwarz-Friesel, Monika (2019). Judenhass im Internet Antisemitismus als kulturelle Konstante und kollektives Gefühl (en alemán). Hentrich & Hentrich (1. Auflage edición). Leipzig. ISBN 978-3-95565-328-6. OCLC 1103677715.
- Skirl, Helge (2013). Metapher (en alemán). Monika Schwarz-Friesel (2., aktualisierte Aufl edición). Heidelberg. ISBN 978-3-8253-6161-7. OCLC 845373558.